# Beat Squad
Beat Squad – polski zespół hip-hopowy z Poznania. Zespół tworzą raperzy Rafi, Czarny, Barney oraz Koni.
Beat Squad jest zespołem współzałożycielskim PDG Kartel (razem z Killaz Group). W swoich utworach raperzy uwagę poświęcają luźnemu, imprezowemu stylowi bycia, tzw. laidback'owi. Beat Squad charakteryzuje się specyficznym brzmieniem, inspirowanym muzyką lat 70' i 80'.
W 1999 roku zespół wydał własnym sumptem debiutancki album Takie chwile dostępny tylko na kasecie, który w 2000 roku został wydany przez Blend Records. Rok później został wydany drugi album pt. Nadal lubię... życie inaczej. Płyta była promowana teledyskiem do utworu „Familia kuzyni” w którym gościnnie wystąpił DonGURALesko. W 2007 roku nakładem zespołu ukazał się minialbum Upalne noce. Natomiast rok później został wydany trzeci album pt. Zapach lata. W ramach promocji wydawnictwa zostały zrealizowane teledyski do utworów „Film na bicie” i „Zapach lata”. W lutym 2010 ukazał się piąty album pt. O czym szumią liście....

## Dyskografia

### Albumy
| Rok  | Album                                                 |
| ---- | ----------------------------------------------------- |
| 1999 | Beat Squad (Demo) - Wydawca: brak (nielegal)          |
| 2000 | Takie chwile - Wydawca: Blend Records                 |
| 2001 | Nadal lubię... życie inaczej - Wydawca: Blend Records |
| 2008 | Zapach lata - Wydawca: brak (nielegal)                |
| 2010 | O czym szumią liście... - Wydawca: brak (nielegal)    |

### Minialbumy
| Rok  | Album                                  |
| ---- | -------------------------------------- |
| 2007 | Upalne noce - Wydawca: brak (nielegal) |

## Teledyski
- „Familia kuzyni” (2001; zdjęcia: Łukasz Janke, Darek Szpak; montaż: Darek Szpak)
- „Film na bicie” gościnnie: Kowall (2008; zdjęcia, montaż, produkcja: Robson, RK Studio)
- „Zapach lata” (2008)
- „Nie trzeba wiele zbyt” (2010; realizacja: Robson)